# Poa cheelii
Poa cheelii är en gräsart som beskrevs av Joyce Winifred Vickery. Poa cheelii ingår i släktet gröen, och familjen gräs. Inga underarter finns listade i Catalogue of Life.